# Treffen am Ossiacher See
Treffen am Ossiacher See (tiếng Slovene: Trebinje) là một thị xã thuộc huyện Villach-Land trong bang Kärnten trong nước Áo. Đô thị Treffen am Ossiacher See có diện tích 71,01 km², dân số thời điểm năm 2001 là 4279 người.